# Gérard Lecouvey
Gérard Lecouvey, né le 15 janvier 1944 à Saint-Sever-de-Saintonge et mort à La Réole le 28 décembre 2012, est un comédien français de théâtre, de cinéma et de télévision.

## Théâtre
- Électre de Jean Giraudoux
- Caligula d'Albert Camus
- En Famille de Jacques Prévert
- Mort d'un commis voyageur d'Arthur Miller
- La Cerisaie d'Anton Tchekhov
- Ubu Roi d'Alfred Jarry
- L'Été de Romain Weingarten
- L'Eventail de Carlo Goldoni
- George Dandin de Molière
- Les bonnes de Jean Genet
- Lorenzaccio d'Alfred de Musset
- La Noce chez les petits bourgeois de Bertolt Brecht
- Grand-Peur et Misère du IIIe Reich de Bertolt Brecht
- Le Dindon de Georges Feydeau
- Les Plaideurs de Jean Racine
- Le Barbier de Séville de Beaumarchais
- Le dernier jour d'un condamné de Victor Hugo

## Filmographie

### Télévision
- 1980 : Arsène Lupin joue et perd de Maurice Leblanc
- 1981 : Les fiancés de l'Empire de Jacques Doniol-Valcroze
- 1984 : Des Grives aux Loups de Philippe Monnier
- 1986 : Opération Condor
- 1991 : La Femme des autres de Jean Marbœuf
- 1993 : Le Vin qui tue de José Dayan
- 1994 : La Bavure d'Alain Tasma
- 1998 : Les moissons de l'océan de François Luciani
- 1998 : Les Complices de Serge Moati
- 1999 : La Bascule de Marco Pico
- 2000 : La Bicyclette bleue réalisé par Thierry Binisti

### Cinéma
- 1990 : La fête des pères de Joy Fleury
- 1993 : Regarde moi quand je te quitte de Philippe De Broca
- 2002 : À la folie... pas du tout de Laetitia Colombani